# Francesco Annoni di Cerro
Francesco Annoni (Milano, 4 aprile 1804 – Milano, 19 gennaio 1872) è stato un generale e politico italiano del periodo risorgimentale.

## Biografia

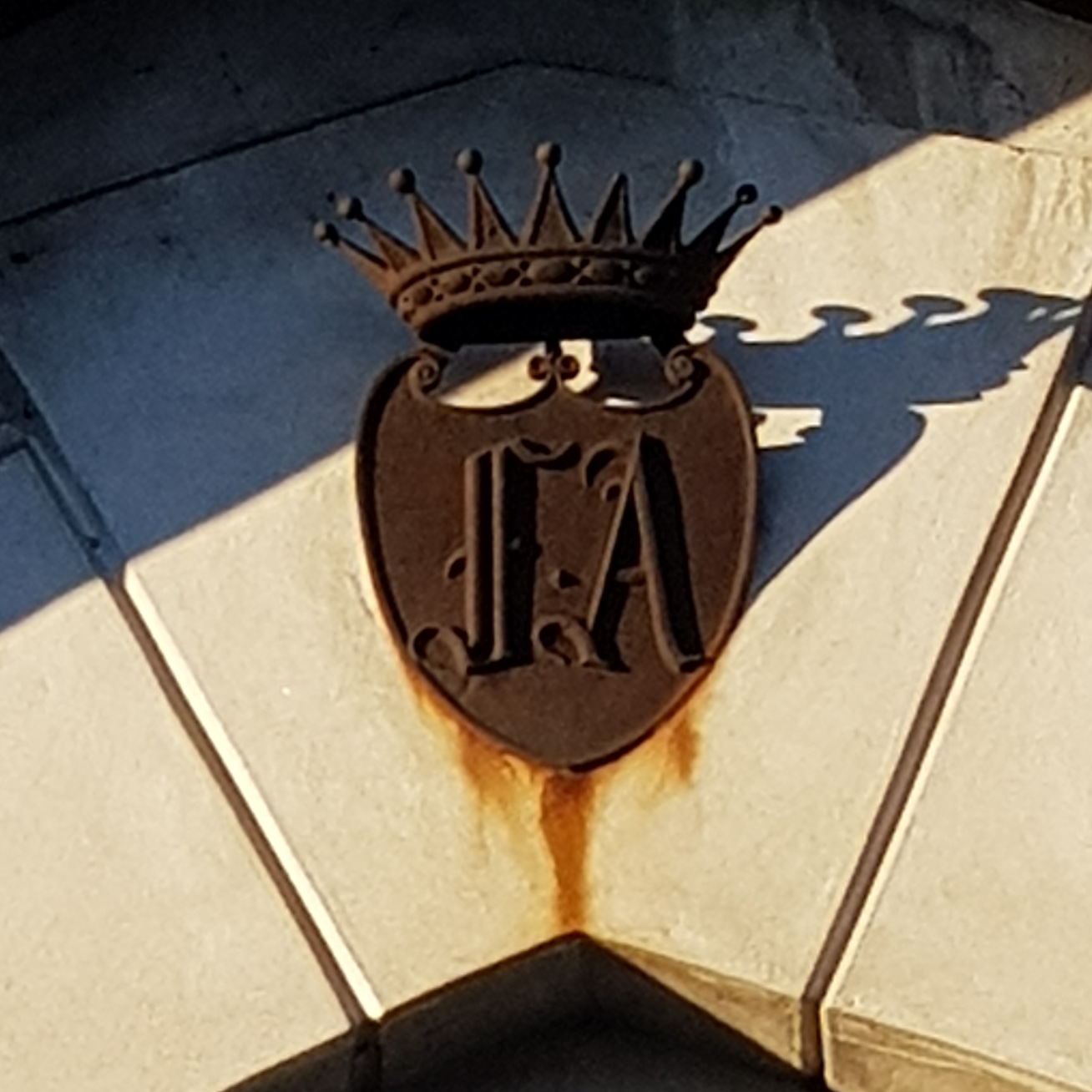
Il monogramma del conte Francesco Annoni presso Villa Annoni a Cuggiono, sua residenza estiva.

Francesco nacque nel Palazzo Annoni di Milano il 4 aprile 1804, figlio di Alessandro Annoni, V conte di Cerro al Lambro, e di sua moglie Leopoldina Cicogna Mozzoni. Era lontano cugino con Carlo Annoni, eminente sacerdote, archeologo e storiografo lombardo.
Imbracciata la carriera militare sin da giovane, entrò al servizio dell'Impero austriaco aderendo alla milizia cittadina ove in virtù del proprio rango entrò col grado di sottotenente, uscendone pochi anni dopo con quello di tenente colonnello.
Nel 1847, in complicità col colonnello ungherese Lázár Mészáros che lottava per l'indipendenza della sua patria dall'Impero, si unì alle armate rivoluzionarie sarde e partecipò alle cinque giornate di Milano. Il governo austriaco nel frattempo impose per lui la condanna a morte e il sequestro del suo ricco patrimonio familiare. Il governo provvisorio milanese gli affidò la delicata missione di richiedere gli aiuti militari necessari al re Carlo Alberto di Savoia, il quale lo nominò colonnello col compito di organizzare i 5000 uomini concessi dal governo piemontese in sostegno ai milanesi.
Dopo la Battaglia di Custoza, però, ed il conseguente fallimento dell'esperimento rivoluzionario in Milano, si rifugiò dapprima a Genova, poi a Firenze ed infine a Bologna assistendo alla capitolazione dei governi provvisori ed alla restaurazione dei sovrani. Braccato a Bologna, pensò di trasferirsi nuovamente a Firenze dove però venne arrestato sul confine, a Scarperia, e poté essere liberato solo per intervento dell'ambasciata sabauda nel Granducato di Toscana. Stabilitosi per qualche tempo a Civitavecchia, fece definitivamente ritorno a Torino. Nel 1853 venne nominato deputato al parlamento piemontese per il collegio di Trecate, venendo riconfermato nel 1857, e rappresentando Cuggiono per la IX e X legislatura.
Durante la Seconda guerra d'indipendenza italiana venne inviato da Cavour nel 1859 a Modena per riorganizzare le truppe locali per poi fare ritorno a Torino ove venne promosso maggiore generale e poi a Milano ove divenne capo della Guardia Nazionale. Si stabilì in questi anni con la moglie, la nobildonna napoletana Chiara Severino-Longo dei marchesi di Gagliati (sposata nel 1867), nella sua residenza estiva di Cuggiono, nel milanese, città ove, dopo la sua morte, il figlio naturale Aldo (nato da una precedente relazione, poi senatore e sindaco della cittadina), gli dedicò un monumento.

## Ascendenza
|                                                               |                                                                    |                                                            | Genitori                                               |  |  | Nonni |  |  | Bisnonni        |  |  | Trisnonni                 |  |
|                                                               |                                                                    |                                                            |                                                        |  |  |       |  |  | Carlo II Annoni |  |  | Giovanni Pietro II Annoni |  |
|                                                               |                                                                    |                                                            |                                                        |  |  |       |  |  | Carlo II Annoni |  |  | Giovanni Pietro II Annoni |  |
|                                                               |                                                                    | Teopista Mosca                                             |                                                        |  |  |       |  |  | Carlo II Annoni |  |  |                           |  |
| Giovanni Pietro III Annoni                                    |                                                                    |                                                            |                                                        |  |  |       |  |  | Carlo II Annoni |  |  |                           |  |
|                                                               |                                                                    | Maria Anna Visconti di Fontaneto                           | Galeazzo Visconti di Fontaneto                         |  |  |       |  |  |                 |  |  |                           |  |
|                                                               |                                                                    | Maria Anna Visconti di Fontaneto                           | Galeazzo Visconti di Fontaneto                         |  |  |       |  |  |                 |  |  |                           |  |
|                                                               |                                                                    | Maria Anna Visconti di Fontaneto                           | Anna Domitilla Agostini                                |  |  |       |  |  |                 |  |  |                           |  |
| Alessandro Annoni                                             |                                                                    | Maria Anna Visconti di Fontaneto                           |                                                        |  |  |       |  |  |                 |  |  |                           |  |
|                                                               |                                                                    | Giovanni Battista Pallavicini, marchese di Castellazzo     | Felice Andrea Pallavicini, conte di Castellazzo        |  |  |       |  |  |                 |  |  |                           |  |
|                                                               |                                                                    | Giovanni Battista Pallavicini, marchese di Castellazzo     | Felice Andrea Pallavicini, conte di Castellazzo        |  |  |       |  |  |                 |  |  |                           |  |
|                                                               |                                                                    | Giovanni Battista Pallavicini, marchese di Castellazzo     | Isabella Doria di Tacina                               |  |  |       |  |  |                 |  |  |                           |  |
| Giulia Pallavicini                                            |                                                                    | Giovanni Battista Pallavicini, marchese di Castellazzo     |                                                        |  |  |       |  |  |                 |  |  |                           |  |
|                                                               |                                                                    | Anna de Motres                                             | …                                                      |  |  |       |  |  |                 |  |  |                           |  |
|                                                               |                                                                    | Anna de Motres                                             | …                                                      |  |  |       |  |  |                 |  |  |                           |  |
|                                                               |                                                                    | Anna de Motres                                             | …                                                      |  |  |       |  |  |                 |  |  |                           |  |
| Francesco Annoni                                              |                                                                    | Anna de Motres                                             |                                                        |  |  |       |  |  |                 |  |  |                           |  |
|                                                               | Carlo Giuseppe Francesco Cicogna Mozzoni, VII conte di Terdobbiate | Antonio Francesco Cicogna Mozzoni, VI conte di Terdobbiate |                                                        |  |  |       |  |  |                 |  |  |                           |  |
|                                                               | Carlo Giuseppe Francesco Cicogna Mozzoni, VII conte di Terdobbiate | Antonio Francesco Cicogna Mozzoni, VI conte di Terdobbiate |                                                        |  |  |       |  |  |                 |  |  |                           |  |
|                                                               | Carlo Giuseppe Francesco Cicogna Mozzoni, VII conte di Terdobbiate | Margherita Messerati                                       |                                                        |  |  |       |  |  |                 |  |  |                           |  |
| Francesco Leopoldo Cicogna Mozzoni, VIII conte di Terdobbiate | Carlo Giuseppe Francesco Cicogna Mozzoni, VII conte di Terdobbiate |                                                            |                                                        |  |  |       |  |  |                 |  |  |                           |  |
|                                                               |                                                                    | Maria Leopoldina Barbara von und zu Daun                   | Heinrich Reichard Lorenz von und zu Daun               |  |  |       |  |  |                 |  |  |                           |  |
|                                                               |                                                                    | Maria Leopoldina Barbara von und zu Daun                   | Heinrich Reichard Lorenz von und zu Daun               |  |  |       |  |  |                 |  |  |                           |  |
|                                                               |                                                                    | Maria Leopoldina Barbara von und zu Daun                   | Maria Violante Josepha von Boymund zu Payrsperg        |  |  |       |  |  |                 |  |  |                           |  |
| Leopoldina Cicogna Mozzoni                                    |                                                                    | Maria Leopoldina Barbara von und zu Daun                   |                                                        |  |  |       |  |  |                 |  |  |                           |  |
|                                                               |                                                                    | Carlo Marliani, VIII conte di Busto Arsizio                | Giovanni Raimondo Marliani, VII conte di Busto Arsizio |  |  |       |  |  |                 |  |  |                           |  |
|                                                               |                                                                    | Carlo Marliani, VIII conte di Busto Arsizio                | Giovanni Raimondo Marliani, VII conte di Busto Arsizio |  |  |       |  |  |                 |  |  |                           |  |
|                                                               |                                                                    | Carlo Marliani, VIII conte di Busto Arsizio                | Anna Maddalena Cavazzi della Somaglia                  |  |  |       |  |  |                 |  |  |                           |  |
| Teresa Marliani                                               |                                                                    | Carlo Marliani, VIII conte di Busto Arsizio                |                                                        |  |  |       |  |  |                 |  |  |                           |  |
|                                                               |                                                                    | Maria Busca Arconati Visconti                              | Ludovico Busca                                         |  |  |       |  |  |                 |  |  |                           |  |
|                                                               |                                                                    | Maria Busca Arconati Visconti                              | Ludovico Busca                                         |  |  |       |  |  |                 |  |  |                           |  |
|                                                               |                                                                    | Maria Busca Arconati Visconti                              | Bianca Arconati Visconti                               |  |  |       |  |  |                 |  |  |                           |  |
|                                                               |                                                                    | Maria Busca Arconati Visconti                              |                                                        |  |  |       |  |  |                 |  |  |                           |  |